# Maruri
Maruri (cooficialmente en euskera: Jatabe) es un municipio español situado en la parte centro-norte de la comarca de Uribe, en la provincia de Vizcaya, comunidad autónoma del País Vasco. Limita con los municipios de Gatica, Lemóniz, Baquio y Munguía. Por su término discurre el río Butrón.
Tiene una extensión total de 15,80 kilómetros cuadrados, y una población de 1073 habitantes (INE 2024).

## Toponimia
El topónimo Maruri está compuesto de la palabra uri que en el dialecto vizcaíno de la lengua vasca significaba 'pueblo, villa' (actualmente significa ciudad) y un primer término que no está tan claro y del que se admiten varias hipótesis. La más extendida, propuesta por ejemplo por Koldo Mitxelena cree que ese primer término es mairu o mauru, que significa moro. La palabra mairu se utilizaba tanto para designar a los musulmanes, como a los paganos precristianos del país y a unos personajes de la mitología vasca similares a los gentiles, a los que se atribuían las construcciones megalíticas como dólmenes o crómlechs.

Jatabe está compuesto por la palabra Jata y el sufijo en euskera be ('pe') que significa 'bajo el Jata' y hace referencia al monte que domina el municipio y en cuyas faldas se asienta la población. Ha sido tradicionalmente una denominación popular que ha coexistido con el nombre de Maruri.
La denominación histórica del municipio ha sido la Maruri, pero en 1997 el municipio añadió a su nombre oficial el de Jatabe.

## Historia
Hacia mediados del siglo XIX, el lugar, una anteiglesia ya por entonces con ayuntamiento propio, tenía contabilizada una población de 414 habitantes. Aparece descrito en el undécimo volumen del Diccionario geográfico-estadístico-histórico de España y sus posesiones de Ultramar de Pascual Madoz con las siguientes palabras:

MARURI: anteigl. con ayunt. en la prov. de Vizcaya, (á Bilbao 3 1/2 leg.), part. jud. de Guernica (1 1/4), aud. terr. de Burgos (31), c. g. de las Provincias Vascongadas (á Vitoria 12), dióc. de Calahorra (30): sit. en unas vegas bañadas por varios arroyos, y en las faldas y pie de los montes de Jata, Sustacha y otros, por donde se hallan esparcidos los 80 cas. que tiene, con sus dos barrios de Ergoyen y Basteguia; el clima es saludable y los vientos reinantes N. y O. Hay escuela de instruccion primaria para ambos sexos concurrida por 40 niños y 16 niñas, y dotada con unos 1,000 rs. que se pagan de los fondos municipales y por retribuciones de los niños; igl. parr. (San Lorenzo) servida por 2 beneficiados, de patronato particular y un sacristan: una ermita dedicada á la Sta. Cruz, cementerio y 3 fuentes de aguas saludables. El térm. confina N. el monte Jata; E. Meñaca; S. Gatica, y O. Plencia: dentro de su circunferencia hay varios montes de propiedad particular, poblados de robles, madroños y castaños. El terreno es quebrado y de mediana calidad: le bañan los citados arroyos que desaguan en la ria de Butron ó Plencia: hay buenos pastos. Los caminos son locales y malísimos. El correo se recibe de Munguia. prod.: trigo, maiz, vino chacolí, patatas, lino, habichuelas y frutas; cria ganado vacuno, lanar y caballar; caza de perdices, codornices, liebres y tordos; pesca de anguilas, truchas, loinas y bermejuelas. ind.: una ferreria y 6 molinos harineros. pobl.: 83 vec., 414 alm. riqueza imp.: 205,264 rs. Tiene el 56º voto y asiento en las juntas de Guernica y contribuye por 55 fogueras.
(Madoz, 1848, p. 274)

En 2022, el municipio tenía empadronados 1036 habitantes.

## Demografía
Maruri cuenta con una población de 1073 habitantes (INE 2024).
| Gráfica de evolución demográfica de Maruri entre 1842 y 2021 |
| |
| Población de derecho según los censos de población del INE Población de hecho según los censos de población del INEEn estos censos se denominaba Maruri: 1842, 1857, 1860, 1877, 1887, 1897, 1900, 1910, 1920, 1930, 1940, 1950, 1960, 1970, 1981 y 1991 |

## Administración y política
| Partido político                                              | 2023  | 2023  | 2023       | 2019  | 2019  | 2019       | 2015  | 2015  | 2015       | 2011  | 2011  | 2011       | 2007  | 2007  | 2007       |
| Partido político                                              | %     | Votos | Concejales | %     | Votos | Concejales | %     | Votos | Concejales | %     | Votos | Concejales | %     | Votos | Concejales |
| Euzko Alderdi Jeltzalea-Partido Nacionalista Vasco (EAJ-PNV)  | 61,04 | 373   | 6          | 54,73 | 318   | 4          | 63,27 | 341   | 5          | 57,22 | 321   | 4          | 50,57 | 267   | 5          |
| Euskal Herria Bildu (EH Bildu)-Bildu                          | 31,75 | 194   | 3          | 37,00 | 215   | 3          | 27,09 | 146   | 2          | 35,29 | 198   | 3          | 24,81 | 131   | 2          |
| Partido Socialista de Euskadi-Euskadiko Ezkerra (PSE-EE PSOE) | 3,43  | 21    | 0          | 3,61  | 21    | 0          | 2,97  | 16    | 0          | 2,5   | 14    | 0          | 5,11  | 27    | 0          |
| Partido Popular del País Vasco (PP)                           | 2,61  | 16    | 0          | 1,54  | 9     | 0          | 2,97  | 16    | 0          | 2,5   | 14    | 0          | 6,06  | 32    | 0          |
| Eusko Alkartasuna (EA)                                        | —     | —     | —          | —     | —     | —          | —     | —     | —          | —     | —     | —          | 10,04 | 53    | 0          |

## Cultura

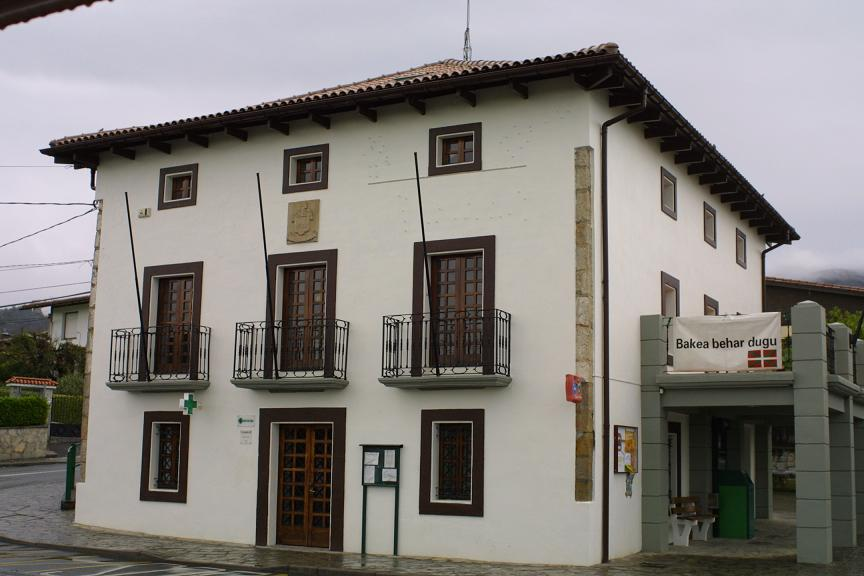
Ayuntamiento de Maruri

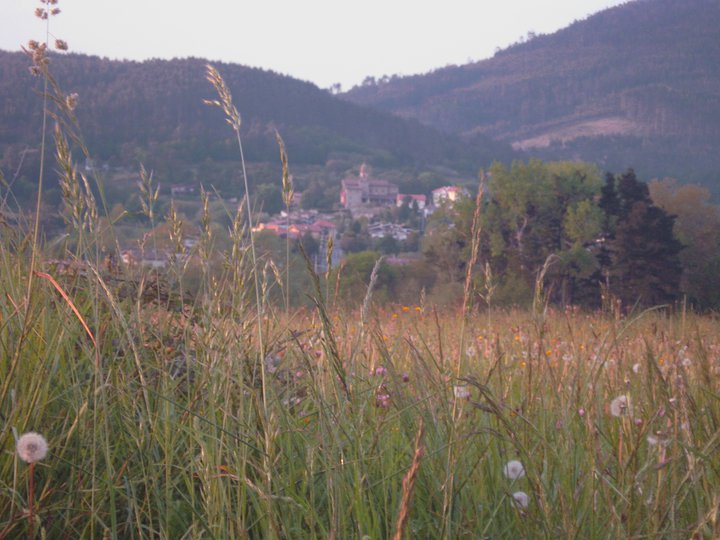
Panorámica Maruri-Jatabe

### Patrimonio

#### Iglesia de San Lorenzo Mártir
La iglesia de Maruri-Jatabe es una reconstrucción del antiguo templo, arruinado durante la guerra civil española, del que apenas conserva siquiera el emplazamiento ya que sus cimientos han sido ligeramente desplazados. Su estilo arquitectónico se podría denominar como neorrománico y su construcción corrió a cargo del arquitecto Luis María de Gana, responsable de otras tantas construcciones de posguerra como arquitecto encargado de "Regiones Devastadas" en Vizcaya.
Como dato de interés hay que apuntar que la iglesia de San Lorenzo conserva dos elementos de valor histórico. Por un lado, situada al norte en el exterior, se halló lo que fue seguramente la mesa de la anteiglesia en la que se puede leer una antigua inscripción. También contiguo a esta mesa, se localiza el capitel ahora aprovechado como pila bautismal que se supone procede de la antigua ermita de Santa Cruz (emplazada en algún lugar de la ladera de Jata y de la que no queda resto ninguno) que podría fecharse a mediados del siglo XII.

#### Molino Garaizar
Este molino de agua ha sido restaurado, y puede ser visitado.

### Fiestas y tradiciones
Se celebran las fiestas patronales de San Lorenzo el 10 de agosto.
El municipio dispone de un "probaleku", recinto en el que se celebran pruebas de arrastre de piedra por bueyes.